# Marcel Strelow
Marcel Strelow (* 1982 in Rostock) ist ein deutscher Natur- und Landschaftsfotograf.
Er ist studierter Betriebswirt und lebt in München und Garmisch-Partenkirchen, Bayern.
Marcel Strelow's Arbeit umfasst Landschaften, Architektur und Wildlife. Veröffentlicht wurde seine Arbeit anderem durch National Geographic, Lonely Planet, US Department of State (Hawaii), digitalPHOTO Magazin und verschiedene weitere Publikationen.
Er wurde von National Geographic, IPA, ILPOTY, Trierenberg Super Circuit, ND Awards und anderen international ausgezeichnet und ist bekannt für seine Biolumineszenz Fotos. Strelow war einer der ersten Fotografen, der mittels moderner Kameratechnik Nahaufnahmen der Glühwürmchen in Waipu Cave, Neuseeland machte.
Im Jahr 2021 begann Strelow mit der Verarbeitung seiner Werke in Form von NFTs. Er war weltweit der erste individuelle Fotograf, der mittels eigens geschriebenen „Smart Contracts“ dynamische Fotos veröffentlichte, die sich im Laufe des Tages zeitabhängig verändern. Diese Werke wurden Teil seiner TimeSync Kollektion.

## Veröffentlichte Werke
- Lonely Planet New Zealand's South Island (2018) – Fotobeiträge ISBN 1786570823[15]
- Natural Wonders of the World: Discover 30 marvels of Planet Earth | Oldfield, Molly (2019) – Fotobeiträge ISBN  9781526360663[16]
- A World Underground: Super Science Facts – Physical Science | Susan Rose Simms (2019) – Fotobeiträge ISBN  9781634022743[17]
- Volcanologists | Martha London (2020) – Fotobeiträge ISBN 9781532190360[18]
- Michelin Guide Vert – Cover (2018) ISBN  9782067224148[19]
- Scotland Magazine | Paragraph Publishing – Cover (2019)[20]
- Microsoft Windows 10 Spotlight Fotograf[21]
- Verschiedene Travel Beiträge für internationale Firmen wie Eurowings[22], Marco Polo[23], Expedia, Stefan Loose Reiseführer (ISBN  3770178912)

## Auszeichnungen
- 2022 International Photography Awards Honorable Mentions[24]
- 2022 ND Awards Bronze Award & Honorable Mentions[25]
- 2022 Trierenberg Super Circuit Best of Show[26]
- 2021 International Landscape Photographer of the Year Top 202[27]
- 2021 International Photography Awards 2nd place & Honorable Mentions[28]
- 2021 ND Awards Silver Award & Honorable Mention[29]
- 2020 ND Awards Honorable Mention[30]
- 2020 PhotoInternational Aussteller[31]
- 2019 National Geographic Travel Photo Contest Award für Biolumineszenz von Glühwürmchen[32]